# Ирис ненастоящий
И́рис ненастоя́щий, или Каса́тик ненастоящий (лат. Íris nótha) — вид многолетних травянистых растений рода Ирис (Iris) семейства Ирисовые (Iridaceae). Включён в Красную книгу России.

## Ареал и среда обитания
Узколокальный эндемик Предкавказья. Произрастает локальными небольшими популяциями на востоке Краснодарского края, западе Ставрополья, Дагестане, Чечне, единично отмечен в Ростовской области и некоторых других регионах. Растёт на остепнённых лугах, среди кустарников и редколесий, по склонам холмов и предгорий, большей частью южных, реже северных экспозиций.

## Описание
Многолетнее травянистое растение. Высота от 30 до 90 см.
Корневище с придаточными корнями, толстое.
Стебель прямостоячий, облиственный, неветвистый.
Листья линейные, до 6 мм шириной, длиннозаострённые, небольшие. Прикорневые листья выше стебля.
Цветки собраны по 3—5 штук на концах стеблей. Трубка околоцветника длиной до 20 мм, наружные доли околоцветника эллиптические и сразу суженные в ноготок, отогнутые книзу, тёмно-синие, ноготок с жёлтой полосой посередине.
Плоды — коробочки, шерстисто-ребристые, семена морщинистые.

## Охрана
Помимо Красной книги России, включён в Красные книги следующих субъектов Российской Федерации: Республика Дагестан, Республика Ингушетия, Республика Калмыкия, Краснодарский край, Ростовская область, Республика Северная Осетия — Алания, Ставропольский край, Чеченская республика.